# 제19회 골든 래즈베리상
제19회 골든 래즈베리상은 1998년 영화를 대상으로 1999년 3월에 열린 시상식이다. 산타모니카, 헌틀리호텔에서 개최되었다.

## 수상 및 후보

### 최악의 작품상
- 알란 스미시 영화 수상
- 아마겟돈
- 어벤저
- 고질라
- 스파이스 월드

### 최악의 남우주연상
- 비상 계엄 - 브루스 윌리스 수상
- 아마겟돈 - 브루스 윌리스 수상
- 어벤저 - 랄프 파인즈
- 알란 스미시 영화 - 라이언 오닐
- 스튜디오 54 - 라이언 필립
- 워터보이 - 아담 샌들러

### 최악의 여우주연상
- 스파이스 월드 - 스파이스 걸스 수상
- 베이스켓볼 - 야스민 브리스
- 싸이코 - 앤 헤이시
- 블러드 라인 - 제시카 랭
- 어벤저 - 우마 서먼

### 최악의 남우조연상
- 알란 스미시 영화 - 조 에스터하스 수상
- 어벤저 - 숀 코네리
- 스파이스 월드 - 로저 무어
- 리썰 웨폰 - 조 페시
- 알란 스미시 영화 - 실베스타 스탤론

### 최악의 여우조연상
- 고질라 - 마리아 피틸로 수상
- 스튜디오 54 - 엘렌 알버티니 도우
- 베이스켓볼 - 제니 맥카시
- 아마겟돈 - 리브 타일러
- CHAIRMAN of THE BOARD - 라퀠 웰치

### 최악의 감독상
- 싸이코 - 구스 반 산트 수상
- 아마겟돈 - 마이클 베이
- 어벤저 - 제레미아 S. 체칙
- 고질라 - 롤랜드 에머리히
- 알란 스미시 영화 - 앨런 스미시

### 최악의 각본상
- 알란 스미시 영화 수상
- 아마겟돈
- 어벤저
- 고질라
- 스파이스 월드

### 최악의 신인상
- 알란 스미시 영화 - 조 에스터하스 수상
- 링마스터 - 제리 스프링어 수상
- 쭈쭈 공룡 바니 - 바니
- CHAIRMAN of THE BOARD - 빨간머리
- 스파이스 월드 - 스파이스 걸스

### 최악의 주제가상
- 알란 스미시 영화 수상
- 쭈쭈 공룡 바니
- 아마겟돈
- 어벤저
- 스파이스 월드

### 최악의 속편상
- 어벤저 수상
- 고질라 수상
- 싸이코 수상
- 로스트 인 스페이스
- 조 블랙의 사랑

### 최악의 커플상
- 아이언 마스크 - 쌍둥이 레오나르도 디카프리오 형제 수상
- 아마겟돈 - 벤 애플렉 & 리브 타일러
- 스파이스 월드 - 등장하는 모든 커플
- 알란 스미시 영화 - 등장하는 모든 커플
- 어벤저 - 랄프 파인즈 & 우마 서먼

## 같이 보기
- 제71회 아카데미상
- 제52회 영국 아카데미 영화상
- 제56회 골든 글로브상
- 제5회 미국 배우 조합상